# Salvador-Allende-Straße
Die Salvador-Allende-Straße ist eine rund 1,5 Kilometer lange Straße im Berliner Ortsteil Köpenick des Bezirks Treptow-Köpenick, östlich der Altstadt. Die Straße trägt ihren Namen seit 1973, als das erste größere neue Wohngebiet im damaligen Stadtbezirk Köpenick bezugsfertig wurde.

## Verlauf und Nummerierung
Die Straße beginnt im Süden am Müggelheimer Damm. Auf der Ostseite liegt zunächst das Gelände des Krankenhauses Köpenick, dann tangiert die Straße ein Wohngebiet, das in den 1920er Jahren auf der Kämmereiheide als Kleinhaussiedlung entstand und in den 1950er Jahren erweitert wurde. Auf der Westseite liegt das Neubaugebiet Allende-Viertel I. Etwa 150 Meter nördlich der Azaleenstraße wird die Straße vierstreifig mit einem begrünten Mittelstreifen. Hier beginnt auf der Ostseite ein weiteres Neubauviertel mit einem Erschließungsring (Hausnummern 76–76v). Hinter der Salvador-Allende-Brücke über die Spree befindet sich auf der Ostseite ein Zugang zum westlichsten Zipfel von Friedrichshagen (Kolonie ‚Hirschgarten‘) (Hausnummern 82–102). Die Salvador-Allende-Straße endet im Norden am Fürstenwalder Damm.
Die Nummerierung der Parzellen beziehungsweise Wohnhäuser erfolgt von Süd nach Nord nach dem Berliner System, links ungerade, rechts gerade. Sie läuft von 1 bis 117. Auf der Ostseite heißen einige Straßenabschnitte zur Erschließung des Wohnviertels ebenfalls Salvador-Allende-Straße.

## Geschichte der Straße

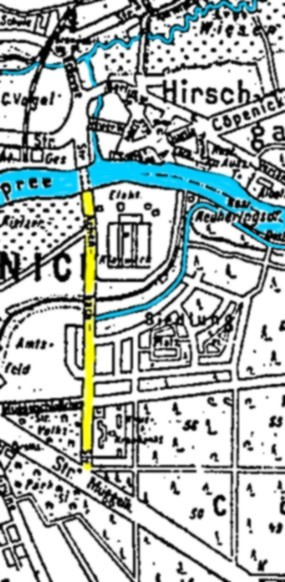
Gelb markiert: Die Trasse der Achenbachstraße um 1920; das Krankenhaus (Südost) und die Elektrizitätswerke (Nordost) sind gut erkennbar

Ein erstes Straßenstück nördlich des Müggelschlößchenweges ist bereits auf einer Landkarte von 1893 verzeichnet, war unbenannt und erschloss damals die kleine Siedlung Amtsfeld. 
Bei der Anlage des Straßensystems nach einem Bebauungsplan um 1910 wurde das bestehende Straßenstück beidseitig verlängert, im Süden bis zur Müggelheimer Chaussee (heute: Müggelheimer Damm) und im Norden bis zur Spree, die dort spätestens in den 1920er Jahren mit einer Fähre überquert werden konnte. Die Straße trug wahrscheinlich zunächst eine Nummer und wurde 1914 „aus Anlass der Errichtung des Kreiskrankenhauses Cöpenick“ nach Adolf von Achenbach, dem damaligen Landrat des Kreises Teltow, benannt. Die Namensvergabe erfolgte zu dessen Lebzeiten, weil die Stadt Cöpenick damit sein Engagement ehren wollte.
Die Achenbachstraße umfasste im Berliner Adressbuch 1922 elf Parzellen. 1931 wurde die Nummerierung vollständig geändert, sie reichte nun von 1 bis 51 („linke Seite“) beziehungsweise 2–68 („rechte Seite“; die Nummern 10–66 blieben frei). Das Krankenhaus bekam die noch heute gültigen Hausnummern 2–8. Ein früherer namenloser Weg, der von der Straße abzweigte, hieß nun amtlich Weg nach Neu-Heringsdorf und später Straße 299, die nach 1990 in Azaleenstraße umbenannt wurde, er führte zu dem großen Ausflugslokal ‚Neu-Heringsdorf‘ am Südufer der Spree, auf diesem Gelände befinden sich jetzt Sportheime.

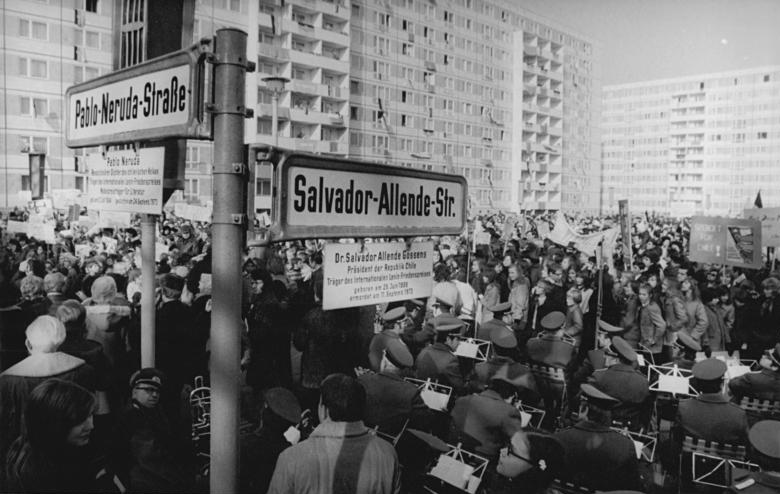
Feierliche Umbenennung zweier Straßen im Allende-Viertel, 1973

Am 10. Oktober 1973 erhielt die Achenbachstraße nach dem zuvor ermordeten chilenischen Präsidenten Salvador Allende einen neuen Namen. Am 3. November des gleichen Jahres fand eine öffentliche Kundgebung anlässlich dieser Namensgebung und der Namensverleihung der Pablo-Neruda-Straße statt. Die Umbenennungen standen in engem Zusammenhang mit dem auf dem Amtsfeld in Köpenick neugebauten Wohnviertel, das nach dem Präsidenten und der Haupterschließungsstraße nun Salvador-Allende-Viertel I hieß. Zu Beginn der 1980er Jahre wurden östlich der Salvador-Allende-Straße hinter dem Krankenhausgelände auf früherer Waldfläche weitere mehrgeschossige Plattenbauten errichtet, die die Bezeichnung Allende-Viertel II erhielten.
Im April 1981 wurde die Salvador-Allende-Brücke eingeweiht. Die Salvador-Allende-Straße wurde über die Brücke in Richtung Norden verlängert und mit der Bellevuestraße verbunden.

## Bemerkenswerte Bauten und Anlagen mit ihrer Geschichte
– chronologisch –

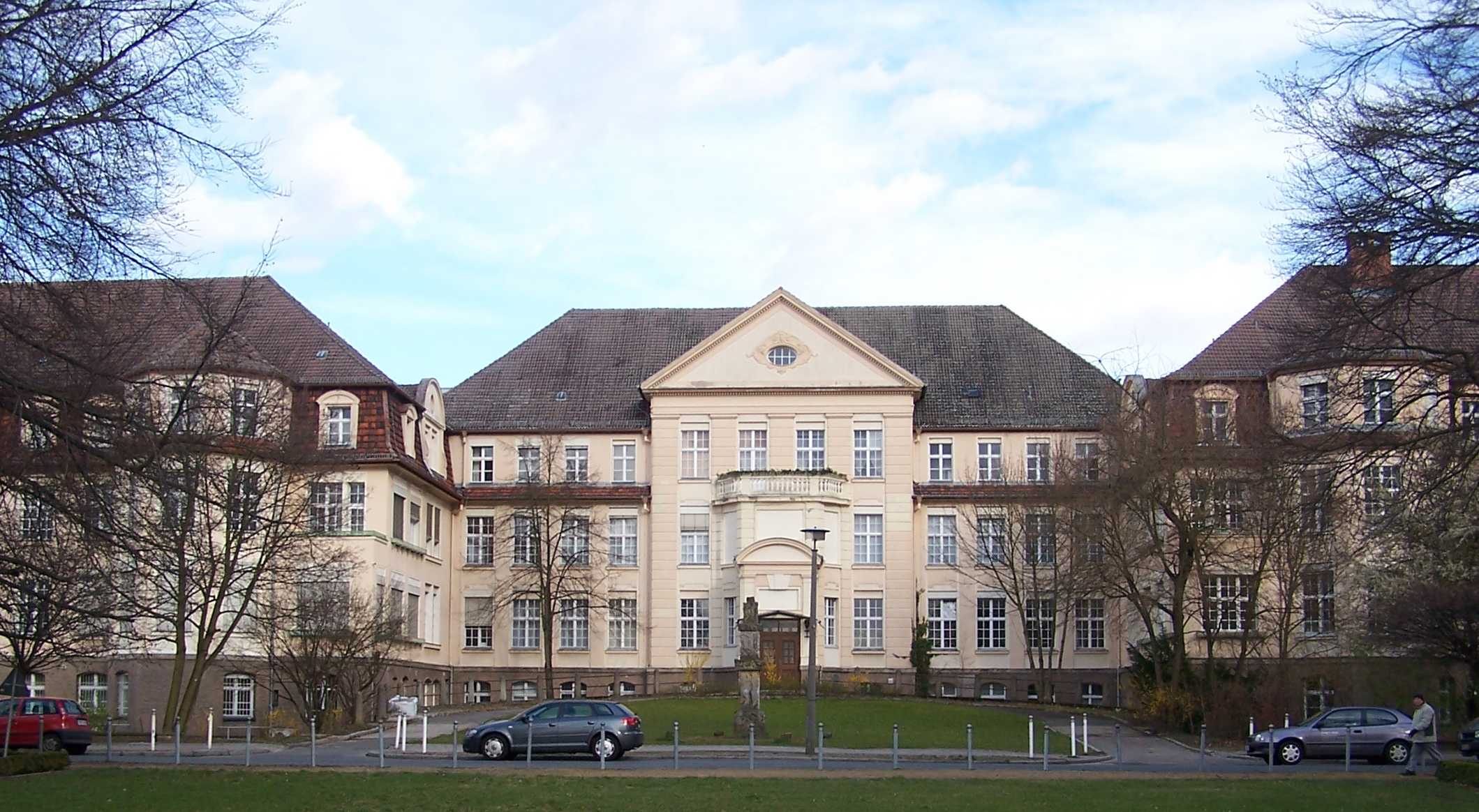
Krankenhaus Köpenick, Hauptflügel, um 2008

- Um 1908: Zwischen Müggelschlößchenweg und Spree (ohne Nummer) wurde auf Initiative von Hugo Schüßler das Elektrizitäts- und Klärwerk Stadt Cöpenick errichtet.[3] 1932 bekam es die Adresse Achenbachstraße 68. Ab 1937 trugen das Elektrizitäts- und Klärwerk und die Städtischen Elektrizitätswerke Berlin die Nummern 44–68.[6] Beide Werke müssen in den 1980er Jahren geschlossen worden sein, denn auf dem Gelände befinden sich (Stand: 2015) einige Verwaltungsbereiche des Bezirks Treptow-Köpenick (Ring Salvador-Allende-Straße 76–80).
- 1914: Kreiskrankenhaus Cöpenick; Achenbachstraße (zunächst ohne Hausnummer), ab um 1930 2–8, nach Plänen des Stadtbaurats Hugo Kinzer 1912/1913 errichtet. Der Krankenhaushauptbau steht zusammen mit den Wirtschaftsgebäuden, dem Desinfektions- und Leichenhaus, einer auf dem Gelände befindlichen Direktorenvilla und späteren Anbauten unter Denkmalschutz.[7] Zur Bauzeit befand sich auf der anderen Straßenseite lediglich ein kleines Waldgebiet („Forst“), seit 1926 Volkspark Köpenick nach Plänen von Erwin Barth.[8] Das Krankenhaus gehört seit den 1990er Jahren zu den DRK Kliniken Berlin und firmiert als DRK-Klinik Köpenick.
- 1921/1922: Unter der Nummer 8 befand sich die Ruilos-Knoblauch-Verwertungsgesellschaft m.b.H., die 1921 von dem Chemiker Georg Eppenstein als Gewerbebetrieb gegründet wurde. 1933 gelangte die Gesellschaft in den Schutz der damaligen Berliner Universität.[9] Als Eigentümerin des Hauses Achenbachstraße 33/35 wurde ab 1935 M. Eppenstein, die Witwe von Georg Eppenstein, genannt, die ihren Wohnsitz nach Berlin-Charlottenburg (Schlüterstraße 49) verlegt hatte und von dort die Gesellschaft weiter leitete. Das kombinierte Wohn- und Fabrikgebäude wurde 1971 im Zusammenhang mit dem Bau des Allende-Viertels abgerissen.
- Vor 1922: Als Hausnummer 3 unterhielt die Stadt Cöpenick ein Armenhaus.[3]
- 1925: Nummer 9 ist das Haus Neu-Bayern.[10] Die Knoblauch-Verwertungsgesellschaft und das Haus Neu-Bayern sind ab 1932 unter den Nummern 33/35 im Adressbuch zu finden.
- Vor 1932: Als Nummern 1–7 ist nun ein Park angegeben,[4] 1935 gehören nur noch die Nummern 1–5 zum Park, als Eigentümer der Parzelle 7 ist das Bezirksamt Köpenick aufgeführt.[11] Im Folgejahr findet sich als Nutzer Reinhold Hinz, ärztlicher Direktor. Der Bezirk Köpenick hat vermutlich dem Leiter des Krankenhauses hier eine Villa errichten lassen die ab den 1950er Jahren bis zur politischen Wende als Kinderstation des Krankenhauses genutzt wurde.
- Vor 1937: Die nun erstmals belegte Hausnummer 42 führt acht Namen auf und gibt den Hinweis, dass die Stadt Berlin Eigentümerin ist. Dies war offensichtlich ein größeres Mietwohnhaus.[6]
- Vor 1939: Der Sportplatz ‚Eiche‘ zwischen Wendenschloßstraße und Spree wird hier erstmals als Sportheim der Friedrich-Wilhelm-Lebensversicherungs-AG mit Achenbachstraße 65/67 genannt.[12] Er ist heute (2015) Spielstätte des TSV Eiche Köpenick.
- Auf der Ostseite der Straße (Parzellennummern 52–74) im Innenbereich ist im 20. Jahrhundert die Kleingartenanlage (Kolonie) ‚Zum Steingarten‘ entstanden.[13] Sie liegt zwischen dem Amtsgraben (südliche Begrenzung) und einem Sportgelände mit Traglufthalle.
- Ein Stück weiter südlich befindet sich die Kleingartenanlage KGA ‚Salvador-Allende-Straße 42‘.
- Ursprünglich diente ein Gebäude (Achenbachstraße ohne Nummer) direkt am Spreeufer als Dienstwohnung eines Fischereiaufsehers („Pritstabel“ genannt). Mit der Eingemeindung nach Berlin wurde ab 1920 daraus die Fischmeisterstelle Köpenick im Fischereiamt von Groß-Berlin.[14] Das Haus beherbergte zuletzt eine Außenstelle des Berliner Fischereiamtes. Es wurde 2004 als Dienstsitz aufgegeben und geschlossen.[15] Seine Aufgaben waren die Schlichtung von Streitigkeiten zwischen Fischern sowie die „biologische und chemische Fischereiaufsichtsführung“.[16] An seiner Stelle befindet sich heute (Stand: 2024) das Café Bistro Evelin an der Müggelspreepromenade, das wahrscheinlich das frühere Fischereigebäude nutzt.
- Um 1980: Der Nordostabschnitt der Straße wurde nach der Fertigstellung der Spreebrücke infrastrukturell aufgewertet. Hier (Salvador-Allende-Straße 88/90), mit direktem Zugang zum Nordufer der Spree an der Mündung des Neuenhagener Mühlenfließes, hat sich der Wasser- und Freizeitsportverein Blau-Gelb Köpenick e. V. angesiedelt.[17]
- Nach 1990: In Nachbarschaft zu diesem historischen Bauwerk wurde ein modernes viergeschossiges Gebäude (Nummer 80/80a) errichtet, in dem der Köpenicker Kinder- und Jugendgesundheitsdienst sowie die Straßenverkehrsbehörde und das Ordnungs- und Gewerbeaufsichtsamt des Bezirks untergebracht sind.[18]
- Nach dem Jahr 2000 haben sich entlang dieser Straße, ein Baumarkt, ein Autohaus, die Integrations-Kita ‚Käptn Browser‘,[19] Lebensmitteldiscounter, Arzt- und Rechtsanwaltspraxen, einige Handwerker sowie Handelsleute niedergelassen.
- Stolperstein für Georg Eppenstein21. Juni 2004: Vor der Salvador-Allende-Straße 43/45 wurde ein Stolperstein verlegt.[20] Er erinnert an den jüdischen Chemiker Georg Eppenstein, der in diesem Haus, zuerst Achenbachstraße 8,[21] später umnummeriert auf Achenbachstraße 33/35, wohnte und Geschäftsführer der Knoblauch-Verwertungsgesellschaft war. Er starb 1933 als Opfer der Köpenicker Blutwoche.
 Die Knoblauch-Verwertungsgesellschaft bestand seit 1921.[22] Sie war auch noch 1943 im Berliner Adressbuch verzeichnet. Laut Handelsregisterauszug des Amtsgerichts Charlottenburg wurde sie nach dem Zweiten Weltkrieg weitergeführt.[23]

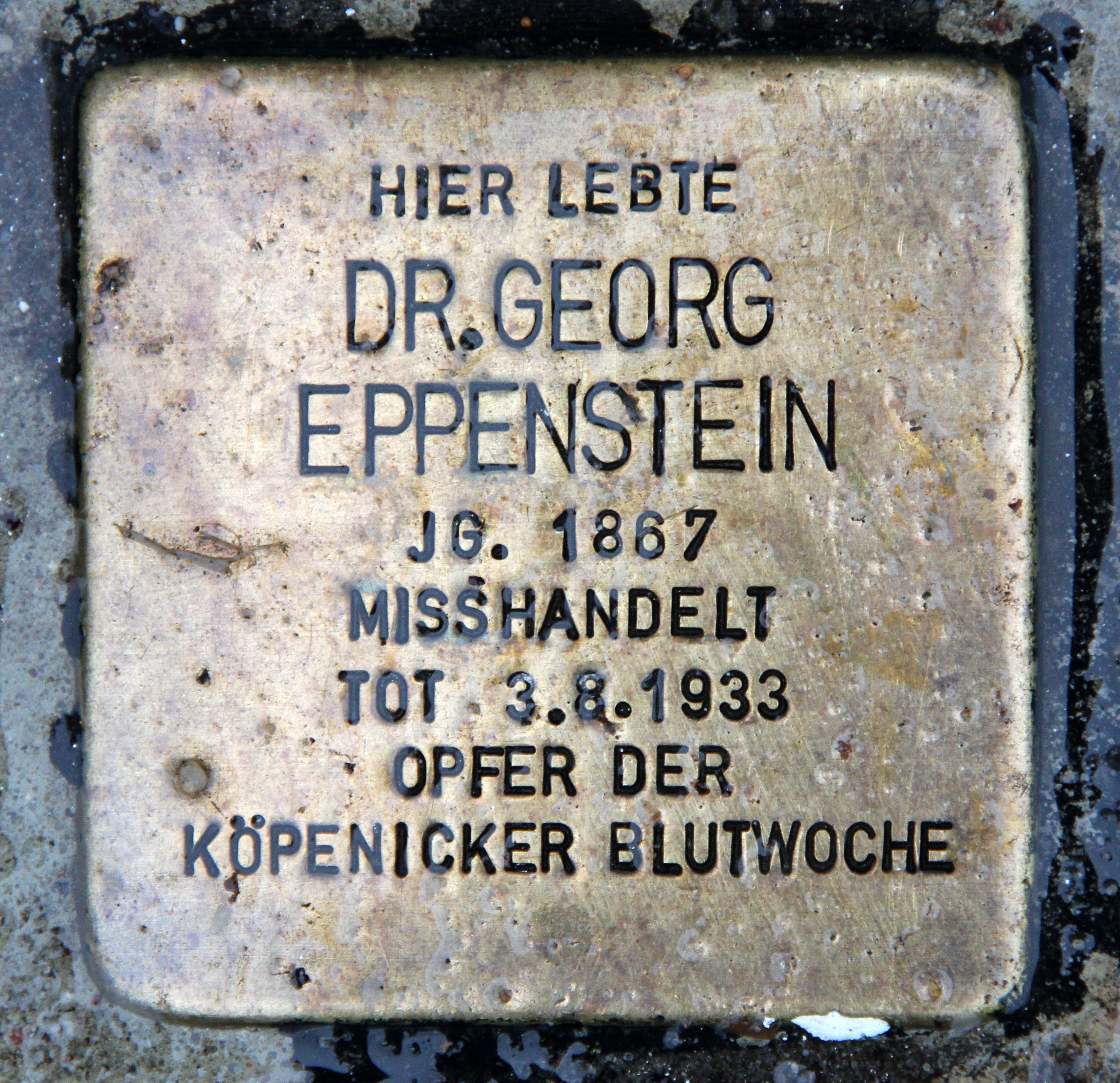
Stolperstein für Georg Eppenstein

- Unter der Hausnummer Salvador-Allende-Straße 91 gab es bis 2013 das Stephanus-Seniorenzentrum ‚Müggelspree‘, getragen von der St. Elisabeth-Diakonie, das im Jahr 2013 in einen Neubau in der Straße Am Berg umzog (seit 2014: Stephanus Wohnen und Pflege gGmbH).[24] Seit November 2013 wurde das „Salvador-Allende-Haus“ genannte Gebäude mit der Adresse Salvador-Allende-Straße 89–91 als Flüchtlingsheim für rund 320 Bewohner genutzt und im Juli 2017 wegen baulicher Mängel geschlossen.[25]

## Verkehr
Die Straße wird am südlichen Ende von den Straßenbahnen 27 und 67 und am Nordende von den Linien 60 und 61 erschlossen. Sie wird von den Buslinien X69, 165 und 269 befahren. Die gesamte Salvador-Allende-Straße ist ein Abschnitt der Landesstraße L 38.